# Marcos Ana
Fernando Macarro Castillo (San Vicente, Alconada, 20 de enero de 1920 - Madrid, 24 de noviembre de 2016), más conocido por el seudónimo Marcos Ana, fue un poeta español, militante comunista, considerado como el preso político del régimen franquista que más tiempo pasó en prisión.
Fue encarcelado con diecinueve años de edad en 1939, acusado de la comisión de tres asesinatos premeditados en primer grado, e inicialmente condenado a pena de muerte, si bien el régimen franquista, debido a su edad, conmutó ésta sentencia por una condena de treinta años de prisión. Fue liberado en 1961, tras pasar casi 23 años en prisión, gracias a la presión exterior de la recién fundada organización Amnistía Internacional.

## Biografía
Nació en la pedanía de San Vicente, perteneciente al municipio salmantino de Alconada, en el seno de una familia muy pobre de jornaleros, profundamente católicos. El menor de cuatro hermanos, Fernando Macarro pasó la infancia en Ventosa del Río Almar, en la misma provincia de Salamanca, junto con sus padres. Sus hermanos mayores emigraron a Alcalá de Henares y a principios de la década de 1930, su hermana mayor, Margarita, le consiguió un trabajo a su padre en la localidad alcalaína, con lo que Fernando y sus padres se trasladaron a dicha ciudad. Su formación fue escasa, y a los doce o trece años dejó los estudios y se puso a trabajar como dependiente en una tienda, para poder aportar así ingresos a la familia. Con apenas dieciséis se afilió a las Juventudes Socialistas, que poco antes de la Guerra Civil se convertirían en las Juventudes Socialistas Unificadas (JSU), bajo la órbita comunista. En paralelo fue abandonando la religión.
Marchó al frente al estallar la guerra civil española, en 1936, dentro del batallón de milicias «Libertad» de las JSU, combatiendo en la zona de Peguerinos, en la Sierra de Guadarrama, durante los primeros días de la contienda. Al producirse la militarización de las milicias y la creación del Ejército Republicano, fue obligado a abandonar el campo de batalla por ser menor de edad. Marcos Ana volvió a Alcalá de Henares donde fue secretario general de las JSU en la comarca de Alcalá. Durante la contienda, se afilió al Partido Comunista de España. En enero de 1937, su padre murió en un bombardeo de la Legión Cóndor sobre Alcalá.
Macarro no pudo incorporarse al ejército regular hasta que cumplió 18 años, en 1938. Trabajó como comisario político en la 44.ª Brigada Mixta (estacionada en El Pardo) y más tarde como instructor político de la juventud en la 8.ª División del Ejército del Centro, también en El Pardo, responsabilidad que ocupó hasta el fin de la guerra. Antes del cerco total a la capital, consiguió escapar en dirección a Levante, al igual que muchos cuadros y dirigentes del ejército republicano, las organizaciones del Frente Popular, o del aparato estatal de la República. Como muchos otros miles, Macarro llegó al puerto de Alicante en espera de que algún buque los rescatase. No pudiendo alcanzar barco alguno debido al bloqueo naval franquista, se rindió a las unidades italianas (la División Littorio) que cercaban el puerto el 31 de marzo y fue apresado y confinado, primero en el campo de prisioneros de los Almendros, y posteriormente en el campo de concentración de Albatera. Pocos días después escapó y realizó el trayecto de vuelta a Madrid, donde fue nuevamente detenido a la semana de llegar, tras ser delatado por un confidente de la policía.
El régimen franquista le acusó del asesinato de tres personas, hechos por los que fue condenado a muerte en 1941. Los asesinatos que se le imputaron fueron el del sacerdote Marcial Plaza Delgado, perpetrado el 23 de julio de 1936, y los del cartero y militante de Acción Popular Amadeo Martín Acuña y el campesino católico Agustín Rosado, cometidos el 3 de septiembre de 1936. También fue acusado de participar en profanaciones. Su primera prisión fue la cárcel de Porlier. En sus memorias, Marcos Ana señaló:

En mi caso personal quedé impresionado y perplejo por las acusaciones del fiscal. Me hacían responsable de hechos sucedidos en Alcalá de Henares por los que ya habían sido juzgados muchos compañeros y algunos de ellos fusilados. Era la práctica habitual en aquella época confusa, especialmente en los pueblos: imputar a los dirigentes más conocidos la responsabilidad de todo lo ocurrido en el lugar.

Dos años después, su condena fue anulada por defecto de forma, si bien fue juzgado otra vez y condenado a muerte de nuevo. A este respecto, a principios de 2010, el Grupo Intereconomía publicó varios artículos en contra de Marcos Ana, presentando las acusaciones de los tribunales franquistas como hechos probados y verídicos.
Su expediente es el número 120.976 y en él se pueden leer los motivos de su condena: como secretario de las Juventudes Socialistas Unificadas en Alcalá de Henares y jefe de un grupo de milicianos dentro del Batallón Libertad, “tomó parte directa” en el asesinato de Marcial Plaza Delgado el 23 de julio de 1936 y en el asesinato, el 3 de septiembre de ese año, de Amadeo Martín Acuña y de Agustín Rosado.
En Porlier participó en la creación de un periódico clandestino, Juventud, en 1943, hecho por el que fue trasladado a la Dirección General de Seguridad, donde fue torturado. Fue condenado de nuevo a 30 años de reclusión por un delito contra la Seguridad del Estado y trasladado al penal de Ocaña en 1944. Tras pasar por la cárcel de Alcalá de Henares, terminó su trayectoria carcelaria en el penal de Burgos, donde permaneció desde 1946 hasta 1961. En 1943 había fallecido su madre, cuando se hallaba condenado a muerte, en la cárcel de Porlier. En 1944 su pena de muerte había sido conmutada por treinta años de cárcel, siendo condenado en total a sesenta años. No fue ejecutado por haber sido menor de edad en el momento de suceder los crímenes que se le imputaban.
En la cárcel conoció a periodistas como Eduardo de Guzmán, director del periódico anarquista Castilla Libre, Manuel Navarro Ballesteros, director de Mundo Obrero o Javier Bueno, director de la Asociación de la Prensa de Madrid; escritores como Antonio Buero Vallejo, u Hoyos Vinent, y pintores como Ambrosio Ortega. Durante su tiempo en prisión sufrió palizas y reiterados periodos de incomunicación. Su afición a la lectura se inició con antiguos libros que circulaban por el penal de obras autorizadas de clásicos españoles: Quevedo, Lope de Vega, Calderón. Pudo tener acceso a El Quijote a pesar de no estar permitida su lectura y, más tarde, a las obras prohibidas de Rafael Alberti, Miguel Hernández o Federico García Lorca gracias a la introducción clandestina de libros cuando se relajaron las medidas contra los presos políticos a partir de 1950.
A mediados de esa década fue cuando comenzó a escribir sus primeros poemas bajo el seudónimo de Marcos Ana (formado con los nombres de sus padres) que, escondidos, consiguieron salir al exterior y conocerse por muchos opositores a la dictadura. Su poesía animaba a combatir la dictadura con la palabra y hacía un llamamiento a la liberación de los presos políticos. Sus poemas contribuyeron a hacerle conocido fuera de España y a desencadenar una campaña internacional por su liberación, en la que destacaron Rafael Alberti y Pablo Neruda, que consiguió su liberación el 17 de noviembre de 1961. El Gobierno había promulgado un decreto según el cual las personas que llevaran más de veinte años ininterrumpidos en prisión serían excarceladas. Marcos Ana fue el único preso afectado por esta medida de gracia. Al producirse su liberación, sin embargo, y ante la repercusión internacional que había tenido la salida de Marcos Ana de la cárcel, el Ministerio de Información y Turismo, dirigido por Manuel Fraga, publicó un folleto titulado Marcos Ana, asesino, en el que reiteraban las acusaciones contra Ana que le habían supuesto su condena a muerte. Según Marcos Ana, «si eso hubiera sido cierto, me hubieran fusilado muchos años atrás». Refiriéndose a otro folleto editado en la época por el mismo ministerio, que tacha de libelo, señala que «esa política de descrédito era la respuesta franquista al daño que les hacía mi testimonio sobre las cárceles y los derechos humanos en España». El folleto era distribuido por las embajadas españolas en los países que visitaba Marcos Ana.
A principios de ese año, el PCE había hecho gestiones con Fidel Castro para que este tratase de conseguir de Franco la libertad del dirigente comunista Simón Sánchez Montero, el socialista Antonio Amat, el dirigente del Frente de Liberación Popular Julio Cerón Ayuso y del propio Marcos Ana a cambio de la de cuatro sacerdotes españoles que habían sido detenidos por el nuevo régimen castrista. Las gestiones no fructificaron.
Marchó al exilio en Francia, donde el Partido Comunista le invitó a establecer un servicio en París destinado a la propaganda[cita requerida] antifranquista y al apoyo de los presos políticos españoles con la ayuda de personalidades del mundo de la cultura francesa y españoles exiliados: el Centro de Información y Solidaridad con España (CISE) con Pablo Picasso de presidente de honor, dirigido por Marcos Ana. En él participaban también Yves Montand, Michel Piccoli, Jean Paul Sartre o Jean Cassou. Desde ese puesto recorrió Europa y Sudamérica, pronunciando conferencias y organizando campañas de apoyo a los exiliados y opositores al franquismo. También fue miembro del comité central del PCE. En Chile conoció a Pablo Neruda, al que le uniría una gran amistad. En este puesto fue uno de los organizadores de las movilizaciones internacionales en contra del gobierno franquista a cuenta del fusilamiento de Julián Grimau el 20 de abril de 1963. La noche antes del fusilamiento, Ana hizo un último e infructuoso llamamiento a la clemencia desde Radio París.
En París conoció a Vida Sender, hija de exiliados anarquistas españoles, con quien tuvo un hijo, Marquitos, en 1963. Vida aportaba a la relación dos hijos de un matrimonio anterior. Posteriormente se separaron.
A principio de la década de los setenta, Ana se alineó con el secretario general del PCE, Santiago Carrillo, en contra de la facción más próxima a la Unión Soviética, encabezada por Enrique Líster. Carrillo le propuso en enero de 1971 como delegado permanente del PCE en el Congreso Mundial de la Paz, en sustitución de Líster, si bien fue finalmente Juan Antonio Bardem el propuesto por el PCE como miembro de la presidencia del Congreso. Líster fue expulsado, pero siguió contando con el favor del PCUS. Por ello, en octubre de 1973, Manuel Azcárate y Marcos Ana negociaron con el PCUS la exclusión de los seguidores de Líster de la delegación española en la reunión del Congreso Mundial de la Paz en Moscú en octubre de 1973, consiguiendo que Líster fuese sólo un «invitado especial».

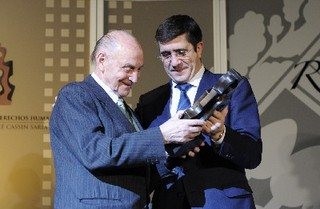
Marcos Ana recibiendo el Premio René Cassin de Derechos Humanos (2010) de manos del lendakari del Gobierno Vasco Patxi López.

Tras la muerte de Franco regresó a España en 1976. Durante la Transición continuó sus actividades dentro del Partido Comunista del que fue candidato al Congreso de los Diputados en las elecciones de 1977, por la provincia de Burgos, sin obtener escaño, y en el que ocupó distintas responsabilidades, como la de solidaridad internacional.
Su poesía ha sido calificada de «poesía de trinchera» y ha sido atribuida a «la fuerza de la convicción, la sentida sinceridad poética, la angustia, el miedo del hombre en el presidio». Su obra poética completa no se ha publicado, si bien se han recopilado en Venezuela. En 2007 publicó un libro de memorias, Decidme cómo es un árbol. Memoria de la prisión y la vida, prologado por José Saramago, y centrado en su estancia en la cárcel y en su actividad política fuera de ella hasta la Transición. Está traducido al portugués y al italiano. Fue la publicación de este libro de memorias la que le supuso su actual notoriedad a Marcos Ana.
En sus declaraciones públicas, Marcos Ana ha mostrado su espíritu de reconciliación:

La única venganza a la que yo aspiro es a ver triunfantes los nobles ideales de libertad y justicia social, por los que hemos luchado y por los que millares de demócratas españoles perdieron la libertad o su vida.
Marcos Ana. Mahatma Gandhi Hall, Londres, 1962

El poeta Marcos Ana murió el 24 de noviembre de 2016 en Madrid, a los 96 años de edad, tras haber sido ingresado de gravedad en el hospital Gregorio Marañón de Madrid a causa de una serie de complicaciones.

## Reconocimientos y actividades públicas
En 2008 el director Pedro Almodóvar adquirió los derechos de su biografía con el objeto de rodar una película sobre su vida. En septiembre de 2009, en el marco del homenaje que se recibió en la Fiesta del PCE celebrada en Córdoba, se presentó El árbol talado que retoña: homenaje a Marcos Ana, antología de jóvenes poetas (como Rafael Espejo, Juan Carlos Abril o Fernando Macías) prologada por el narrador y articulista Isaac Rosa.
En 2009, la Universidad de Granada acordó proponer a Marcos Ana como candidato al Premio Príncipe de Asturias de la Concordia de dicho año. Mostraron su apoyo a la propuesta los premios Nobel José Saramago y Wole Soyinka, escritores como Gioconda Belli y Eduardo Galeano, el cantautor Silvio Rodríguez, el cineasta Pedro Almodóvar, el compositor Eulogio Dávalos, el director del Festival Internacional de Poesía de Medellín, Fernando Rendón, o el juez de la Audiencia Nacional española Baltasar Garzón.
El 4 de diciembre de 2009, el Gobierno de España le otorgó la Medalla de Oro al Mérito en el Trabajo. El 13 de enero de 2010, Ana fue el primer galardonado con el Premio René Cassin de Derechos Humanos, otorgado por el Gobierno Vasco, por su actitud al salir de prisión, al defender «la paz y el diálogo» y rechazar «cualquier deseo de venganza».
Durante 2010, Marcos Ana participó en varios actos en apoyo al juez Baltasar Garzón. Fue también nombrado miembro de la comisión del Partido Comunista de España para la conmemoración del centenario del nacimiento de Miguel Hernández.
En abril de 2011, el Consejo de Ministros de España le otorgó la Medalla de Oro al Mérito en las Bellas Artes. Una sala del Centro Cultural Federico García Lorca en Rivas-Vaciamadrid (Madrid) lleva su nombre desde el 18 de abril de 2017.
En marzo de 2019 el Ayuntamiento de Madrid colocó una placa conmemorativa dedicada al poeta en la fachada del que fuera su domicilio en el número 30 de la calle Narváez, con el lema: «En esta casa vivió Marcos Ana, poeta, comunista y luchador antifranquista». La placa fue vandalizada ocho días después con pintadas de contenido neofascista; y volvió a ser vandalizada en 2023.

## Obras
- Poemas desde la cárcel. Brasil. 1960.
- Marcos Ana, en colaboración con Luis Alberto Quesada y Jesús López Pacheco (1962). España a tres voces. Buenos Aires: Ediciones La Rosa Blindada.
- Las soledades del muro. Akal. 1977.
- Decidme cómo es un árbol. Memoria de la prisión y la vida. Barcelona: Umbriel. 2007. ISBN 978-84-89367-40-1.
- Poemas de la prisión y la vida. Barcelona: Umbriel testimonios. 2011. ISBN 978-84-92915-07-1.
- Vale la pena luchar. Espasa libros. 2013. ISBN 978-84-67039-80-1.